# Apetzco
Apetzco är en ort i Mexiko.   Den ligger i kommunen Xilitla och delstaten San Luis Potosí, i den centrala delen av landet, 220 km norr om huvudstaden Mexico City. Apetzco ligger 886 meter över havet och antalet invånare är 615.
Terrängen runt Apetzco är bergig västerut, men österut är den kuperad. Terrängen runt Apetzco sluttar österut. Runt Apetzco är det ganska tätbefolkat, med 90 invånare per kvadratkilometer. Närmaste större samhälle är Xilitla, 2,3 km öster om Apetzco. I omgivningarna runt Apetzco växer i huvudsak städsegrön lövskog.